# Eagum
Eagum (en néerlandais : Aegum) est un village de la commune néerlandaise de Leeuwarden, dans la province de Frise.

## Géographie
Le village est situé entre Leeuwarden et Sneek, près d'Idaerd.

## Histoire
Eagum fait partie de la commune d'Idaarderadeel avant 1984, puis de Boarnsterhim avant le 1er janvier 2014, où celle-ci est supprimée. Depuis cette date, Eagum appartient à Leeuwarden.

## Démographie
Le 1er janvier 2017, le village comptait 35 habitants.